# ビーサン (曲)
「ビーサン」は、Silent Sirenの3枚目のシングル。2013年8月14日にドリーミュージックから発売された。

## 解説
- Silent Sirenとしては初のサマーソングである。
- ジャケット写真は初回限定盤として、彼女たち初となる、メンバー1人1人がメインとなった個人盤が4種、通常盤として1種の合計5形態で発売された。
- オリコンシングル週間ランキングで初登場10位を獲得し、Billboard JAPAN週間シングルチャート「Hot Singles Sales」が初登場8位、TOWER RECORDS全店シングルチャートも初登場5位と、デビュー以来初の快挙を成し遂げた[1]。

## 収録曲
1. ビーサン
作詞：すぅ、作曲：すぅ&クボナオキ、編曲：samfree&クボナオキ
2. Starmine
作詞：あいにゃん、作曲：クボナオキ、編曲：samfree&クボナオキ

特典
初回限定生産版には、生写真1枚ランダム封入（全10種 [全10種中1種]）とサイサイフリマ or グッズプレゼント応募券封入
タイアップ
- 日本テレビ「ミュージックドラゴン」POWER PLAY
- 日本テレビ「それゆけ!ゲームパンサー!」7月エンディングテーマ
- テレビ東京系「JAPAN COUNTDOWN」8月度オープニングテーマ
- 関西テレビ「ピーコ&兵動ピーチケ♥パーチケ」8月度エンディングテーマ曲